# Rivière Pherrins (Vermont)
Pour les articles homonymes, voir Pherrins.
La rivière Pherrins est un affluent de la rivière Clyde, coulant dans le comté d’Essex (Vermont) et le comté d’Orleans, dans le nord du Vermont aux États-Unis.
La vallée de la rivière Pherrins est un passage pratique pour relier le Island Pond au Norton Pond lequel constitue le plan d’eau de tête de la rivière Coaticook qui coule vers le nord-est en traversant la frontière du Québec et du Vermont.

## Géographie
La source de la rivière est localisée dans le secteur de Warrens Gore, sur le flanc Nord-Ouest du Bluff Mountain, dans le comté d’Essex (Vermont). Cette source est située à :
- 1,0 km à l'ouest d’un sommet du Bluff Mountain;
- 3,1 km au sud-est du sommet du Middle Mountain;
- 2,3 km au nord-est de la limite du comté d’Orleans;
- 8,6 km au nord de Island Pond.

À partir de sa source, la rivière Pherrins coule sur 16,9 km selon les segments suivants:
- 1,9 km vers le nord-ouest en dévalant sur 324 m la falaise, jusqu’au chemin de fer traversant la vallée de la rivière Pherrins et de la rivière Coaticook;
- 2,5 km vers le sud-ouest, en traversant deux petits lacs jusqu’à la confluence d’un ruisseau (venant du nord);
- 0,5 km vers le sud-ouest, jusqu’à la limite du comté d’Orleans;
- 1,2 km vers le sud-ouest, en recueillant les eaux d’un ruisseau de montagne (venant du nord-ouest), jusqu’au Pine Brook (venant de l’est);
- 2,1 km vers le sud jusqu’à la décharge du Underpass Pond (venant de l’est);
- 2,8 km vers le sud jusqu’à la limite du comté d’Essex;
- 5,9 km vers le sud-est, jusqu’à sa confluence[2].

La rivière Pherrins se déverse sur la rive nord-ouest de la rivière Clyde (Lac Memphrémagog) à 0,9 km en aval de l’embouchure du Island Pond dans le secteur de Brighton (Vermont). Cette confluence est située du côté ouest de Island Pond.

## Toponymie
Le toponyme "Pherrins River" a été officialisé le 29 octobre 1980 au Geographic Names Information System (GNIS) du gouvernement fédéral américain.